# Thelypteris microbasis
Thelypteris microbasis là một loài dương xỉ trong họ Thelypteridaceae. Loài này được Tardieu mô tả khoa học đầu tiên..
Danh pháp khoa học của loài này chưa được làm sáng tỏ. 